# Obwód lipiecki
Obwód lipiecki (ros. Липецкая область, Lipieckaja obłast’) – jednostka administracyjna Federacji Rosyjskiej

## Geografia
Obwód położony jest w europejskiej części Rosji.

### Strefa czasowa
Obwód lipiecki należy do moskiewskiej strefy czasowej (MSK): do 25 października 2014 UTC+04:00 przez cały rok, od 26 października 2014 UTC+03:00 przez cały rok. Jeszcze wcześniej, przed 27 marca 2011 roku, obowiązywał czas standardowy (zimowy) strefy UTC+03:00, a czas letni – UTC+04:00.

## Gospodarka
W  obwodzie rozwinął się przemysł hutniczy, elektromaszynowy, chemiczny, materiałów budowlanych oraz spożywczy. W regionie uprawia się zboże, słoneczniki, buraki cukrowe, ziemniaki oraz hoduje się bydło, trzodę chlewną.

## Podział administracyjny
W skład obwodu wchodzi 331 jednostek administracyjnych. W tym:
- 2 miasta w bezpośrednim podporządkowaniu obwodu, tworzące okręg miejski lipiecki i okręg miejski jelecki
- 6 osiedli miejskich
- 18 rejonów
  - Chlewieński
  - Czapłygiński
  - Dankowski
  - Dobriński
  - Dobrowski
  - Dołgorukowski
  - Griaziński
  - Izmałkowski
  - Jelecki
  - Krasniński
  - Lebiediański
  - Lew-Tołstowski
  - Lipiecki
  - Stanowlański
  - Tierbuński
  - Usmański
  - Wołowski
  - Zadoński

- 305 osiedli wiejskich

## Bogactwa mineralne
Na terenie obwodu znajduje się ok. 300 złóż różnych surowców mineralnych, głównie wykorzystywanych w budownictwie. Znajdują się tutaj m.in. wapniaki, dolomity, gliny, piaski oraz skały używane w produkcji cementu. Istnieją tutaj także złoża torfu.
Znane w Rosji są lipieckie źródła mineralne oraz błota lecznicze, odkryte w 1871.

## Klimat
Obwód posiada klimat umiarkowany typu średnio kontynentalnego. Charakteryzuje się on umiarkowanie ostrą zimą i ciepłym latem. Średnia temperatura powietrza w miesiącu najchłodniejszym (styczniu) wynosi -7°С, zaś przeciętna temperatura lipca to +20,9°С.

## Historia
Obwód utworzono 6 stycznia 1954.

## Tablice rejestracyjne
Tablice pojazdów zarejestrowanych w obwodzie lipieckim mają oznaczenie 48 w prawym górnym rogu nad flagą Rosji i literami RUS.